# Westminster (Maryland)
Westminster is een plaats (city) in de Amerikaanse staat Maryland, en valt bestuurlijk gezien onder Carroll County.

## Demografie
Bij de volkstelling in 2000 werd het aantal inwoners vastgesteld op 16.731.
In 2006 is het aantal inwoners door het United States Census Bureau geschat op 17.870, een stijging van 1139 (6,8%).

## Geografie
Volgens het United States Census Bureau beslaat de plaats een oppervlakte van
14,8 km², geheel bestaande uit land. Westminster ligt op ongeveer 229 m boven zeeniveau.

## Plaatsen in de nabije omgeving
De onderstaande figuur toont nabijgelegen plaatsen in een straal van 20 km rond Westminster.